# Hot Rod

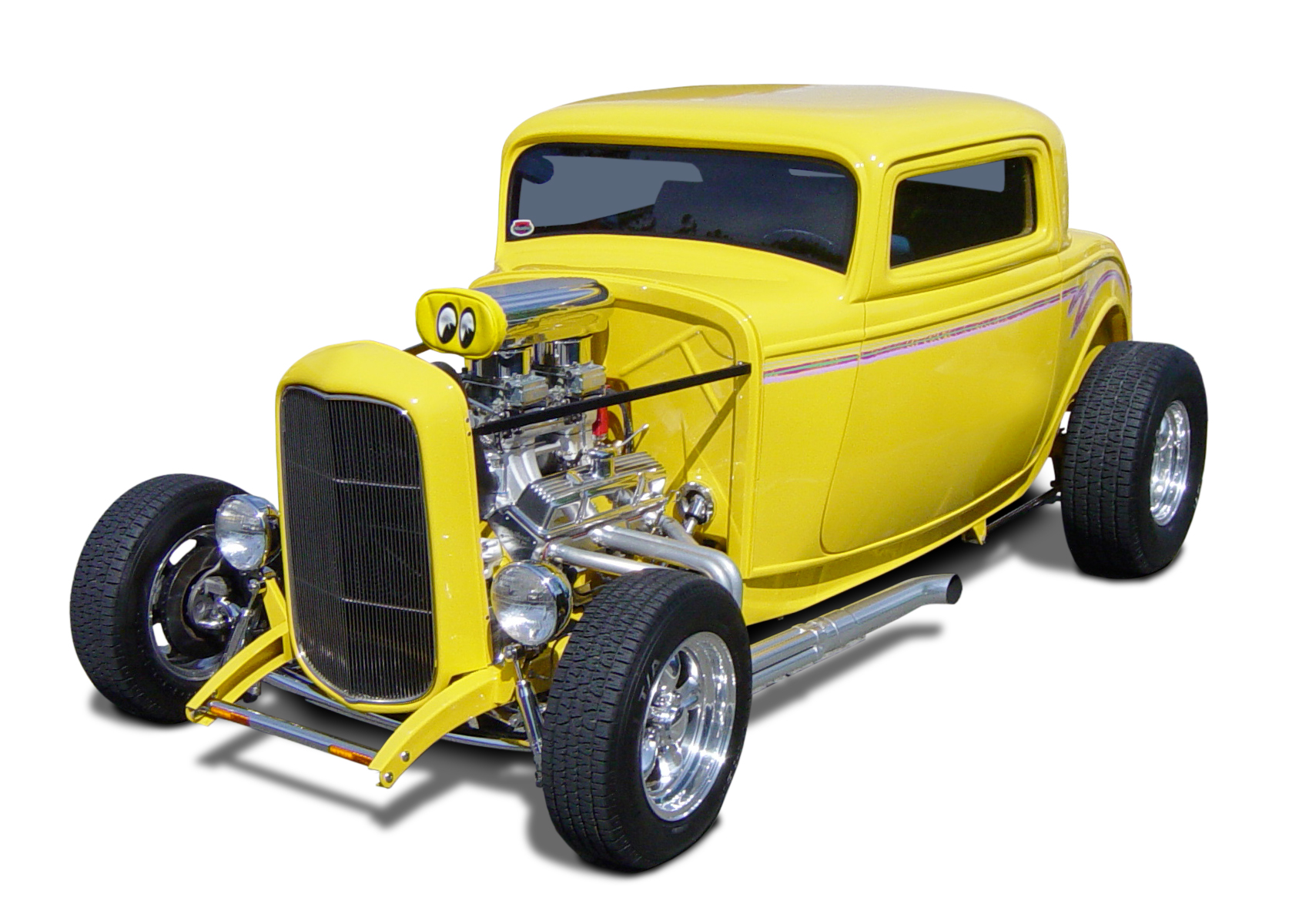
Ein Deuce von 1932, der mittels Chopping und Cleaning modifiziert wurde

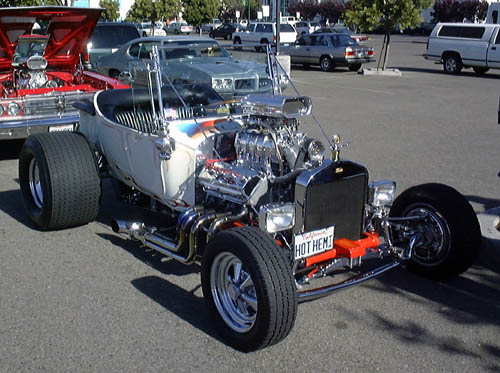
Hot Rod auf Basis eines Ford Modell T mit Chrysler Hemi-Motor, Kompressor-Aufladung, Aluminium-Kühler und Aluminiumfelgen

Ein Hot Rod, oder auch Hotrod, ist ein speziell modifiziertes, meist US-amerikanisches Automodell aus den 1920er bis 1940er Jahren. Der Originalmotor ist zumeist durch ein leistungsstarkes V8-Aggregat ersetzt, die Karosserie aus optischen Gründen umfangreich verändert.
Das Hot Rodding ist nur eine der vielen Varianten des US-Customizings. Abzugrenzen sind die Hot Rods insbesondere von den Custom Cars, bei denen ebenfalls umfangreiche Motor- und Karosserieveränderungen vorgenommen werden, deren Basisfahrzeuge jedoch wesentlich jüngeren Datums sind.

## Entstehungsgeschichte

### Herkunft des BegriffsHot Rod
Die Herkunft des englischen Begriffs ist nicht sicher. Hot Rod heißt wörtlich übersetzt heißes Pleuel. Möglich ist, dass Hot Rod von Pushrod, englisch für Stoßstange oder Schubstange abgeleitet ist. Eine andere Erklärung ist, dass der Begriff aus der Zusammenziehung von Hot Roadster für leistungsgesteigerter Roadster entstanden ist. Rod ist aber auch ein Slang-Wort für Pistole. Manche Quellen behaupten, die Hot Rods hätten ihren Namen daher, weil sie so gefährlich wie eine Waffe sind. Im Englischen steht hot rodding auch als Slangwort für Modifikationen im Gitarrenbau.

### Vom aufgemotzten Gebrauchtfahrzeug zur automobilen Subkultur
Anfangs wurden Hot Rods auf der Basis preiswerter, älterer Modelle aus der Vorkriegszeit aufgebaut. Das Gewicht wurde reduziert und ein stärkerer Motor eingebaut. In den 1940er Jahren fanden die aus dem Zweiten Weltkrieg zurückkehrenden Soldaten oder auch Jugendliche aus wohlhabenderen Familien so eine kostengünstige Möglichkeit, sich Beschleunigungsrennen zu liefern. Die ersten Hot Rodder sind somit die Pioniere des Drag Racings. Heutzutage ist das Hot Rodding eine Art automobiler Subkultur. Die Szene hat sich längst vom Lebensstil und Lebensgefühl der 1950er Jahre losgelöst. Wie damals haftet den Hot Roddern jedoch auch heute noch ein gewisses Rebellenimage an.

### Die Sportliche Entwicklung

Das erste Logo der NHRA

Die „wilden Rennen von Ampel zu Ampel in der Innenstadt“ (einer der Gründe für die Viertelmeilen-Distanz im Drag Racing) wurden schnell sehr populär, forderten aber auch einen erschreckend hohen Blutzoll unter den Jugendlichen. Aus diesem Grund wurde im Mai 1951 in Kalifornien von Wally Parks, dem Herausgeber des in den USA überaus populären „Hot Rod Magazine“ und selbst Rennfahrer, die NHRA (National Hot Rod Association) gegründet. Das erklärte Ziel dieses Vereins war es, in erster Linie die wilde Subkultur dieser Rennen in geordnete, – sprich sportliche – Bahnen zu lenken, um damit die Anzahl der tödlichen Unfälle deutlich zu reduzieren, und wie es in den Gründungsstatuten steht: „die Sicherheit, Sportlichkeit und Gemeinschaft unter Hot Roddern zu fördern“. Das erste Logo der NHRA zeigt diesen Anspruch sowohl durch das abgebildete Fahrzeug als auch durch den Slogan „Dedicated to Safety“ (Der Sicherheit verpflichtet).

## Basisfahrzeuge

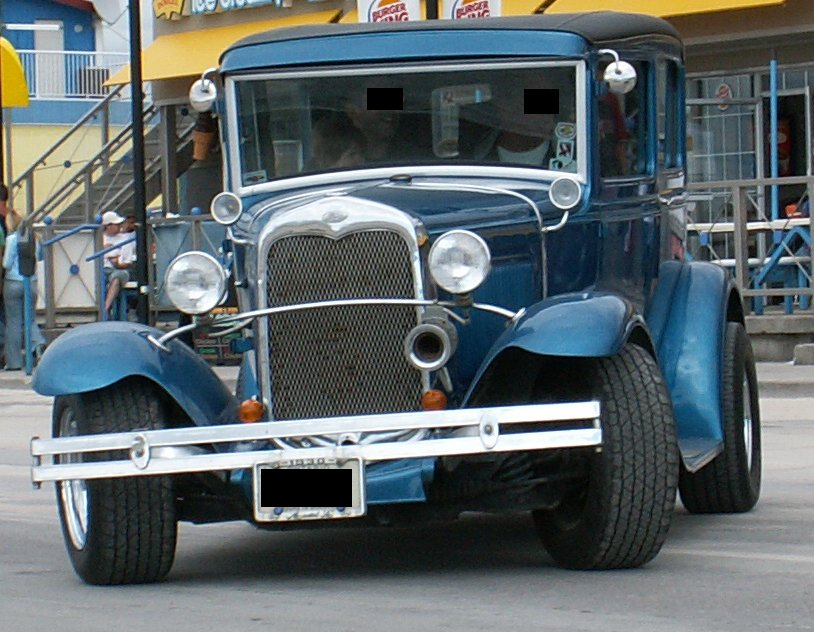
Kanadischer Hot Rod auf Basis eines Ford Modell A aus den 1930er-Jahren mit Breitreifen

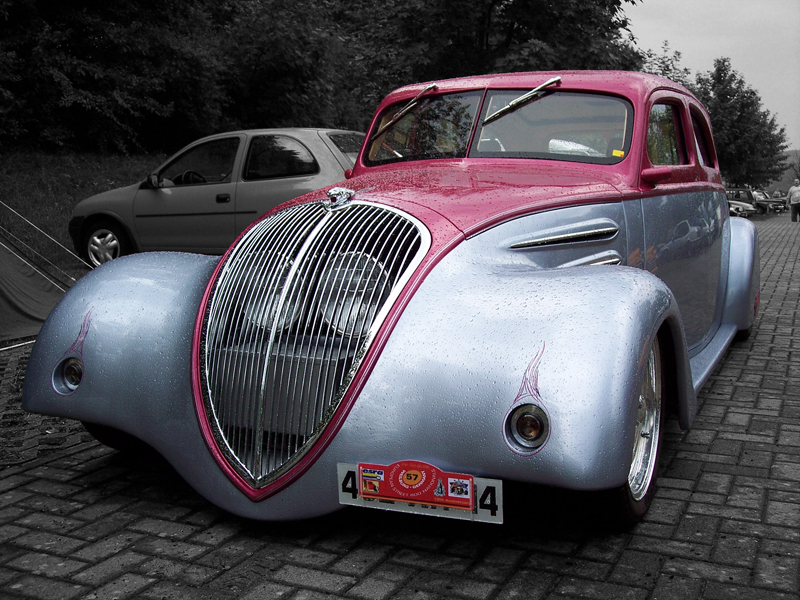
Tiefer gelegter und verbreiterter Hot Rod auf Basis eines Peugeot 402

Die klassische Basis für Hot Rods waren zu Beginn ihrer Zeit ältere Fahrzeuge wie das Ford Modell T oder das Ford Modell A, wobei die beliebtesten Modelle aus den Jahren zwischen 1932 und 1934 stammten. Hot Rods auf Ford Modell T werden auch T-Bucket oder Bucket T genannt.
Die US-Customizing-Szene kennt verschiedene Kategorien, die sich unter anderem durch klar definierte Stilregeln voneinander unterscheiden, vor allem was die verwendeten Karosserien und Modelle anbelangt. Bis zum Baujahr 1949 werden entsprechend frisierte Fahrzeuge als Hot Rods bezeichnet. Das gilt auch für Nachbauten. Die Karosserien für Hot Rods stammen immer öfter aus den Werkstätten moderner Karosseriebauer oder werden als Replika aus glasfaserverstärktem Kunststoff (GFK) nachgestaltet, denn originale historische All-Steel-Bodies, wie etwa das Ford Modell B von 1932, der Deuce, werden immer seltener.

## Modifikationen

### Motor
Der Originalmotor wird zumeist durch ein leistungsstärkeres Aggregat ersetzt. Die Standardmotorisierung eines Hot Rods ist ein großvolumiger V8-Motor, modifiziert mit Kompressor, mechanischer Benzin-Einspritzanlage oder Vergaserbatterie, möglichst hohen Aluminium-Ansaugtrichtern und vor allem sehr auffälligen und frei liegenden Fächerkrümmern. Der Motor bildet das Herzstück eines jeden Hot Rods. Aussehen und Leistung stehen klar im Vordergrund. Je mehr Chrom oder poliertes Aluminium, desto besser.

### Karosserie
Chopping
Chopping (auch Top-Chop, Abtrennen) ist eine Technik, bei der die Dachsäulen eines Autos verkürzt werden. Dadurch wird das Dach niedriger und die Fensterfläche verkleinert. Optisch wird die Gürtellinie des Fahrzeugs angehoben. Darüber hinaus wird das Gewicht reduziert sowie durch die Verkleinerung der Frontfläche der Luftwiderstand verringert, woraus eine bessere Beschleunigung und eine höhere Endgeschwindigkeit resultieren. Diese Veränderungen dienten in den Anfangszeiten des Hotrodding dazu, Beschleunigungsrennen zu gewinnen oder auf den Salzseen im Westen der USA Geschwindigkeitsrekorde aufzustellen. Heutzutage werden solche Umbauten fast ausschließlich aus optischen Gründen vorgenommen.
Channeling
Channeling (Kanalisieren) ist die Bezeichnung für eine Absenkung der gesamten Karosserie über den Rahmen des Fahrzeugs. Dies erfolgt durch das Einschweißen einer kanalförmigen Vertiefung in die Unterseite der Karosserie.
Sectioning
Beim Sectioning (Zerlegen, Trennen) wird aus der Karosserie des Fahrzeugs ein horizontaler Streifen entfernt.
Cleaning
Cleaning (Säubern) bezeichnet die Demontage von Zierleisten, Rückspiegeln, Türgriffen, Schriftzügen und Abdeckungen, was ursprünglich vor allem den Luftwiderstand und das Gewicht weiter reduzieren sollte, heutzutage aber hauptsächlich dem Aussehen dient. Unter den Roddern hat sich Cleaning zu einer eigenen Formensprache entwickelt.
Lowering
Lowering oder auch Dropping (Tieferlegung) umfasst alle optischen und technischen Eingriffe, die zur Absenkung der Karosserie dienen (siehe auch Lowrider). Zusätzlich kann das Fahrzeug mit einem Channeling oder einem Air Ride versehen werden, einer Fahrwerkshöhenverstellung mit Hilfe von Druckluft.

## Stilrichtungen

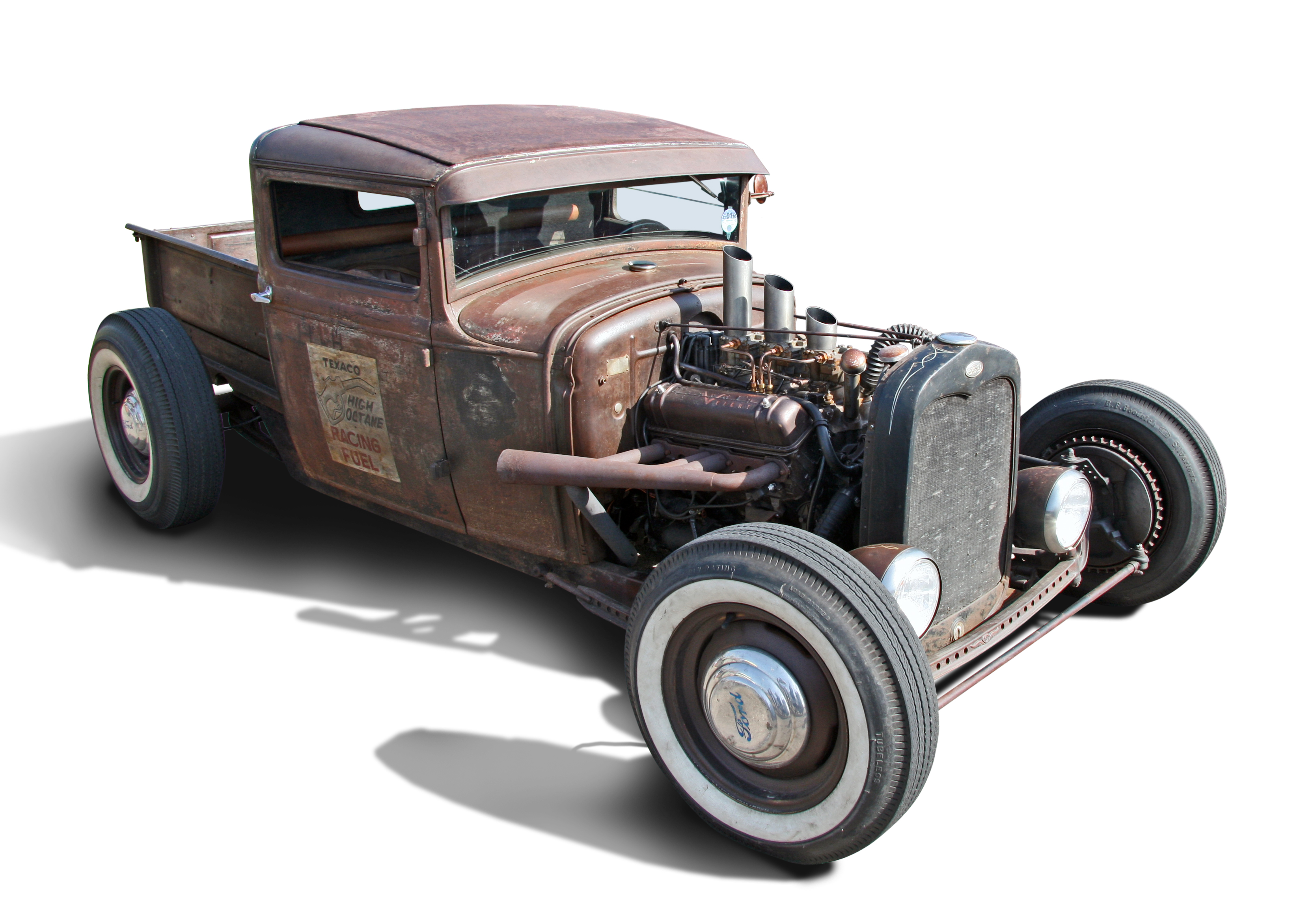
Ford Modell A Truck Rat Rod ohne Motorhaube, Stoßstangen, Kotflügel und mit ausgeprägter Rost-Patina

Heutige Hot Rods zeigen alle Spielarten des Tunings und Customizings, von zeitgenössisch restauriert bis zum modernen High-Tech-Stil. Die Stilrichtungen heißen Old School Rods, High-Tech Rods, Street Rods oder Resto Rods. Hi-Boys sind eine Spielart der Old School Rods.

Eine weitere Spielart sind die sogenannten Rat Rods (Rat, engl.: Ratte). Ziel des Rat Rodding ist es, dem Fahrzeug ein möglichst minimalistisches, rohes Erscheinungsbild zu geben. Im Gegensatz zu den verchromten und aufwändig lackierten Hot Rods hat die Karosserie ein vergammeltes Aussehen. Die meisten nicht unmittelbar zum Fahren benötigten Teile werden ausgebaut, die oftmals großflächig angerostete Oberfläche der Karosserie bleibt unbehandelt. Auch hier kommen die diversen Möglichkeiten der Karosserieveränderung zum Einsatz. Trotz des schlechten Zustandes des Blechkleides ist die Technik in gutem Zustand.

## Rezeption im Film
- Hot Rod Girl – In der zeitgenössische Darstellung von 1956 geht es um die Folgen von illegalen Straßenrennen.
- Mit Siebzehn am Abgrund – In dem Film von 1958 dient ein Hot-Rod-Rennen als Übergabepunkt für Drogen.
- Blonde Locken – scharfe Krallen – Zeitgenössische Darstellung von 1959, zwei rivalisierende Gangs liefern sich ein Rennen mit ihren Hot Rods im ausgetrockneten Los Angeles River.
- American Graffiti – US-Filmklassiker aus dem Jahre 1973 um eine Gruppe Jugendlicher in den frühen 1960er Jahren und ihre Autos. Einige der im Film gezeigten Wagen sind Hot Rods.
- Hör mal, wer da hämmert – Der Protagonist Tim Taylor ist ein begeisterter Hobbybastler und Autofan, der in seiner Freizeit in der Garage an Hot Rods herumschraubt.
- California Kid – Der gleichnamige Hot Rod ist Namensgeber für den Film.